# Blanca Guerra
Blanca Guerra (de son nom complet Blanca Guerra Islas) est une actrice mexicaine née le 10 janvier 1953 à Mexico.
Elle est principalement connue pour avoir tourné dans le film culte d'Alejandro Jodorowsky, Santa sangre (performance pour laquelle elle reçut une nomination au Saturn Award de la meilleure actrice en 1991), mais aussi dans des séries télévisées mexicaines et dans quelques productions hollywoodiennes (Danger immédiat). Elle faisait partie du jury de l'élection de Miss Univers 1998.

## Filmographie partielle

### Cinéma
- 1982 : Les Cloches rouges, 1re partie : le Mexique en flammes (Красные колокола. Фильм 1. Мексика в огне) de Sergueï Bondartchouk : Isabel
- 1982 : Les Cloches rouges, 2e partie : J'ai vu naître un nouveau monde (Красные колокола. Фильм 2. Я видел рождение нового мира) de Sergueï Bondartchouk : Isabel
- 1983 : Eréndira : la mère d'Ulysses
- 1984 : Motel : Marta Camargo
- 1986 : L'Empire de la fortune : La Caponera
- 1986 : Separate Vacations de Michael Anderson
- 1987 : Días difíciles : Luisa Castelar
- 1987 : Walker d'Alex Cox : Yrena
- 1989 : Santa sangre d'Alejandro Jodorowsky : Concha
- 1991 : Ciudad de ciegos
- 1992 : Morir en el golfo : Leonora
- 1993 : In the Middle of Nowhere
- 1994 : La Reine de la nuit : La Jaira
- 1994 : Danger immédiat : la femme d'Escobedo
- 1995 : Principio y fin : Julia
- 1996 : Salón México : Almenditra
- 1998 : Un envoûtement : Felipa
- 2007 : Niñas Mal : Maca Ribera
- 2008 : La Zona, propriété privée de Rodrigo Plá : Lucía
- 2008 : Cosas insignificantes : Mara

### Télévision
- 1978 : Una mujer : Mabel
- 1979 : Yara : Regina
- 1980 : Corazones sin rumbo : Magda
- 1982 : Lo que el cielo no perdona : Isabel
- 1985 : Juana Iris : Magali Santacilia
- 1986 : La hora marcada
- 1988-1989 : Nuevo amanecer : Norma
- 1991-1992 : Al filo de la muerte : Alina Estrada
- 1993 : Valentina : Débora Andrade
- 1995 : Si Dios me quita la vida : Virginia Hernández (Angotonista
- 1997 : Mujer, casos de la vida real
- 1998 : La mentira : Miranda Montesinos
- 2000 : La casa en la playa : Marina Villarreal
- 2003 : Velo de novia : Ricarda Sánchez de Del Álamo
- 2004 : Amarte es mi pecado : Leonora Madrigal de Horta
- 2008-2009 : Alma de hierro : Elena Jiménez de la Corcuera de Hierro
- 2011 : Para volver a amar : Maestra de ceremonias
- 2012 : Abismo de pasión : Alfonsina Mondragon de Arango
- 2016 : Tres veces Ana : Soledad hernandez
- 2018 : Un extraño enemigo (série télévisée) :

## Distinctions

### Nominations
- Saturn Award :
  - Nomination au Saturn Award de la meilleure actrice 1991 (Santa sangre)
- Premio Ariel :
  - Nomination au Premio Ariel de la meilleure actrice 1984 (Motel), 1987 (L'Empire de la fortune), 1995 (In the Middle of Nowhere)
  - Nomination au Premio Ariel de la meilleure actrice dans un second rôle 1996 (Salón México)

### Récompensens
- Premio Ariel :
  - Premio Ariel de la meilleure actrice 1988 (Días difíciles), 1999 (Un envoûtement)
  - Premio Ariel de la meilleure actrice dans un second rôle 1994 (Principio y fin)
- Festival international du nouveau cinéma latino-américain de La Havane :
  - Meilleure actrice dans un second rôle 1994 (Principio y fin et La Reine de la nuit)
- Premio ACE :
  - Meilleure actrice 1991 (Ciudad de ciegos), 1993 (Morir en el golfo)